# Шейнин, Александр Михайлович
Александр Михайлович Шейнин (21 июня 1913, Кременчуг, Полтавская губерния — 21 ноября 1987, Волгоград) — советский писатель, драматург и сценарист. Директор семисерийного документального фильма «Страницы Сталинградской битвы».
Существует мнение, что одну из повестей, написанных А. М. Шейниным, можно считать редким примером южной вампирской готики в советской литературе.

## Биография
Родился в Кременчуге Полтавской губернии, в семье управляющего сахарным заводом Михеля Палтиелевича Шейнина, проходившего кандидатом по спискам городских избирателей Кременчуга в IV Государственную думу. Племянник композитора Егошуа Павловича Шейнина. Окончил школу ФЗО. Работал наборщиком в типографии.
1932 год — А. М. Шейнин приехал в Сталинград. Работал: в газетах «Молодой ленинец», «Сталинградская правда», на студии телевидения, заведующим литературным отделом в Сталинградском драматическом театре им. М. Горького.
Публиковаться начал с 1933 года. Первая книга «Двести метров» вышла в 1949 году. Большую часть своей творческой жизни провёл в Волгограде. Во время своей деятельности тесно сотрудничал с журналистом Всеволодом Петровичем Ершовым и был его другом.
А. М. Шейнин и В. П. Ершов написали сценарий спектакля «Сталинградский дневник» для Волгоградского драматического театра имени М. Горького, где он и был поставлен. На сцене этого театра в 1950—1960 годы шёл и другой драматургический спектакль А. М. Шейнина «Сыновья». В мае 1958 года и январе 1960 года спектакль «Сыновья» был показан в Москве как один из лучших Волгоградского драматического театра имени М. Горького.
Был знаком с поэтом Е. Долматовским (1951 г.), писателем С. Маршаком (1950-е гг.), с сестрой В. Маяковского — Л. Маяковской (1954 г.), О. Берггольц, режиссёром А. Михайловым.
С 1968 года работал специальным корреспондентом журнала «Крокодил». Обладал хорошим чувством юмора и однажды разыграл одного из корреспондентов, преобразившись перед ним в Алишера Навои.
Повесть «Пропавшее ущелье» (1959 г.) впоследствии вошла как 1-я часть в роман «Полынов уходит из прошлого», 1963 г.. Книга «Полынов уходит из прошлого» переиздавалась на 2013 год пять раз. Повесть «Вурдалак из Заозерного» А. М. Шейнин включил в сборник «Иду на помощь. Рассказы о милиции». Волгоград, Нижне-Волжское кн. изд-во, 1966. Повесть «Вурдалак из Заозерного» называют редким примером южной вампирской готики в советской литературе.
Член Союза писателей СССР.
Похоронен на Димитриевском (Центральном) кладбище города Волгограда.
21 июня 2013 году в Государственном архиве Волгоградской области состоялась выставка, посвященная 100-летию со дня рождения Александра Михайловича Шейнина.

## Пьесы
- 1946 год. Сухов А. А., Шейнин А. М. «Далеко от Сталинграда».[18]
- 1948 год. Шейнин Александр Михайлович «Дом Сталинграда».[19]
- 1950-е годы. Большой шаг: Театральная постановка.[7]
- 1950-е годы. Сыновья: Театральная постановка.[7]
- 1959 год. Только для взрослых: Спектакль.
- 1960 год. Ершов В., Шейнин А. М[7]. «Сталинградский дневник».[9]
- Жена моего друга

## Семья
- Сын — Александр (Эйтан).
- Дочери — Людмила и Светлана.

## Память
- Смирнов, В.Б. Шейнин Александр Михайлович  // По следам времени :  из истории писат. орг. Царицына-Волгограда. - Волгоград : Ком. по печати, 1996. – С. 213 – 217.
- Брыксина, Т.И. Шутник с печальными глазами : [о А.М. Шейнине] / Т. Брыксина // Небесный ковчег : воспоминания о Волгоградских писателях. – Волгоград, 2006. – С.537-543.
- Кононов, В.И. Тропой добра и бескорыстия : [о А.М. Шейнине] / В. Кононов // Небесный ковчег : воспоминания о Волгоградских писателях. – Волгоград, 2006. – С.543- 548.

## Награды
- орден "Знак Почета" (1945)